# Heldritt (Adelsgeschlecht)

Familienwappen nach Siebmacher

Die Familie von Heldritt war ein fränkisches Adelsgeschlecht.

## Geschichte
Namensgebender Stammsitz ist Heldritt, heute ein Stadtteil von Bad Rodach im oberfränkischen Landkreis Coburg. Erste urkundliche Erwähnung der Familie im Gefolge der Grafen von Henneberg war 1234. Margaretha von Heldritt war Äbtissin von Kloster Sonnefeld (1364–1375). Johannes von Heldritt († 1416) war Bamberger Weihbischof, seine Grabplatte hat sich in dem von ihm geweihten Dominikanerkloster Bamberg erhalten. Ein unmittelbar verwandtes Adelsgeschlecht war die Familie von Guttenberg. Ein Familienmitglied befand sich als Ritter im Deutschen Orden.

## Wappen
Der Schild ist senkrecht gespalten in Rot, Silber und Blau. Gleiche Farben finden sich bei den Helmdecken und der Helmzier. Die Helmzier stellt den Rumpf eines alten Mannes dar, dessen Hut mit drei Federn verziert ist.